# Euxoa kurilintracta
Euxoa kurilintracta är en fjärilsart som beskrevs av Felix Bryk 1948. Euxoa kurilintracta ingår i släktet Euxoa och familjen nattflyn. Inga underarter finns listade i Catalogue of Life.